# Archiv der Mathematik
Ne doit pas être confondu avec Archiv der Mathematik und Physik ou Archivum Mathematicum.
Archiv der Mathematik (Arch. Math. ) est un journal mathématique à évaluation par les pairs qui paraît à Bâle depuis 1948 au Birkhäuser Verlag (qui maintenant appartient à Springer Science+Business Media).

## Description
Le journal publie un numéro par mois ; les numéros sont groupés chaque année en deux volumes de six numéros, d'approximativement 600 pages par volume. Ses rédacteurs en chef sont en 2019 Ralph Chill et Gabriele Nebe. Auparavant Ernst-Ulrich Gekeler et Annette Werner ont été rédacteur en chef. Le journal est mensuel depuis 1979, il était bimensuel auparavant. Les premiers articles étaient en allemand ; ils sont en anglais maintenant.
Archiv der Mathematik publie des articles de recherche courts dans tous les domaines des mathématiques ; les articles doivent s'adressent à un large public et donc ne sont pas trop technique. En général, les articles ne dépassent pas 10 pages.
Le journal est indexé notamment par Mathematical Reviews et Zentralblatt MATH. Sur SCImago Journal Rank SCImago, le  SJR en 2018 est 0,67.